# 程琪雅
程琪雅（1992年12月26日—），台灣女子羽球選手。就讀臺北市立大學天母校區競技運動訓練研究所。

## 選手生涯
程琪雅出身羽球世家，自小學四年級起已正式展開羽球選手生涯，隨後五年級轉至文昌國小接受正規訓練。在土銀教練李謀周安排下，她先升讀西螺國中。2008年，就讀國三的程琪雅在97年第一次全國排名賽拿下乙組女單冠軍而晉升甲組，跟著再進入臺北市立大同高級中學 ，曾代表中華台北出戰馬來西亞亞羅士打舉行的2009年世界青年羽毛球錦標賽，並奪得團體第四名。
2013年9月，程琪雅出戰比利時國際賽，並打進女單決賽；她最終以（20-22、11-21）不敵印尼選手，屈居亞軍。同月，她又在波蘭國際賽打進女單決賽，最終更擊敗隊友許雅晴，拿下個人生涯首個國際賽冠軍。
2015年8月，程琪雅參加印尼雅加達舉行的世界羽毛球錦標賽，與王齊麟合作出戰混合雙打項目，首圈就以0比2（18-21、17-21）不敵愛爾蘭的山姆·马吉/克洛伊·马吉出局。

## 退役之後
2023年8月，程琪雅在個人Facebook頁面宣布退役，退役後進入臺灣土地銀行工作。

## 主要比賽成績
只列出曾進入準決賽的國際賽事成績：
| 年份   | 賽事                       | 公開賽級別 | 項目     | 搭檔   | 成績   |
| ------ | -------------------------- | ---------- | -------- | ------ | ------ |
| 2013年 | 比利時羽毛球國際賽         | 國際挑戰賽 | 女子單打 | －     | 亞軍   |
| 2013年 | 波蘭羽毛球國際賽           | 國際系列賽 | 女子單打 | －     | 冠軍   |
| 2013年 | 捷克羽毛球國際賽           | 國際挑戰賽 | 女子單打 | －     | 亞軍   |
| 2013年 | 捷克羽毛球國際賽           | 國際挑戰賽 | 混合雙打 | 陳中仁 | 準決賽 |
| 2014年 | 奧地利羽毛球國際挑戰賽     | 國際挑戰賽 | 女子單打 | －     | 亞軍   |
| 2014年 | 紐西蘭羽毛球大獎賽         | 大獎賽     | 女子單打 | －     | 準決賽 |
| 2014年 | 紐西蘭羽毛球大獎賽         | 大獎賽     | 女子雙打 | 陳思妤 | 準決賽 |
| 2014年 | 加拿大羽毛球大獎賽         | 大獎賽     | 女子雙打 | 李佳馨 | 準決賽 |
| 2014年 | 美國羽毛球黃金大獎賽       | 黃金大獎賽 | 女子雙打 | 李佳馨 | 準決賽 |
| 2015年 | 越南羽毛球大獎賽           | 大獎賽     | 女子單打 | －     | 準決賽 |
| 2018年 | 越南羽毛球國際挑戰賽       | 國際挑戰賽 | 混合雙打 | 張課琦 | 準決賽 |
| 2018年 | 秋田羽毛球大師賽           | 超級100賽  | 混合雙打 | 張課琦 | 準決賽 |
| 2018年 | 印尼邦加勿里洞羽毛球大師賽 | 超級100賽  | 混合雙打 | 張課琦 | 準決賽 |
| 2019年 | 西班牙羽毛球大師賽         | 超級300賽  | 混合雙打 | 王齊麟 | 亞軍   |
| 2019年 | 奧爾良羽毛球大師賽         | 超級100賽  | 女子雙打 | 李芷蓁 | 準決賽 |
| 2019年 | 紐西蘭羽毛球公開賽         | 超級300賽  | 混合雙打 | 王齊麟 | 準決賽 |
| 2019年 | 美國羽毛球公開賽           | 超級300賽  | 女子雙打 | 李芷蓁 | 準決賽 |
| 2019年 | 丹麥羽毛球公開賽           | 超級750賽  | 混合雙打 | 王齊麟 | 準決賽 |
| 2019年 | 澳門羽球公開賽             | 超級300賽  | 混合雙打 | 王齊麟 | 亞軍   |
| 2022年 | 波恩羽毛球國際賽           | 未來系列賽 | 混合雙打 | 陳子睿 | 準決賽 |

| 2007-2017年 | 首要超級賽 | 超級賽 | 黃金大獎賽 | 大獎賽 | 國際挑戰賽 | 國際系列賽 | 未來系列賽 | 其他 |

| 2018-2026年 | 總決賽 | 超級1000賽 | 超級750賽 | 超級500賽 | 超級300賽 | 超級100賽 | 國際挑戰賽 | 國際系列賽 | 未來系列賽 | 其他 |

### 奧運會和世錦賽參賽紀錄
|          | 搭檔   | 2015 |
| -------- | ------ | ---- |
| 混合雙打 | 王齊麟 | 64強 |